# Нерівні договори

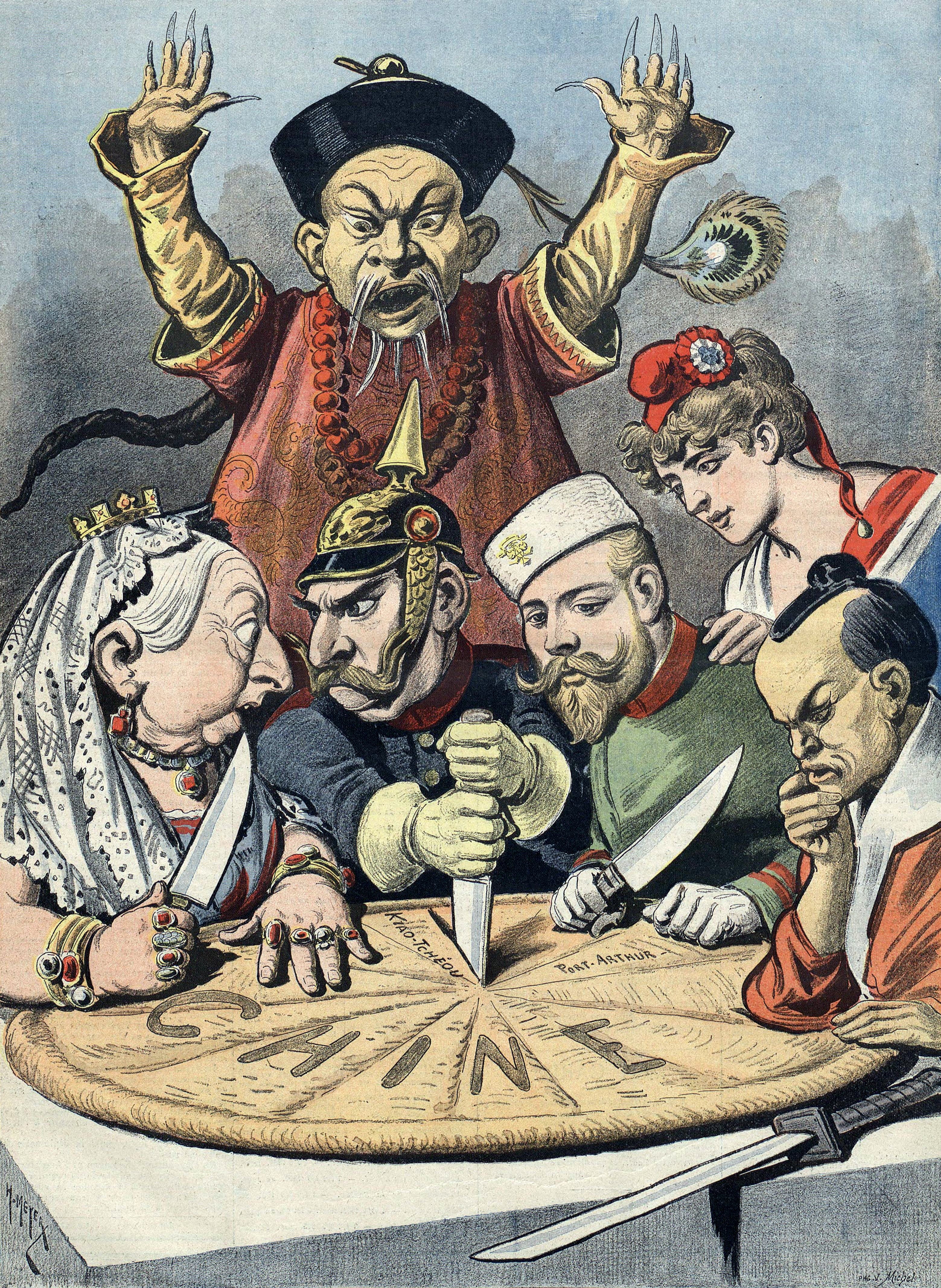
«Китай — пиріг для імпералізму». Французька карикатура

Нерівні договори (кит.: 不平等條約, яп. ふびょうどうじょうやく, кор. 불평등 조약) — термін, що було надано переважно угодам між Цінською імперією та європейськими державами, а також між Китайською республікою та країнами Європи і Японією. Цей термін нетривалий час застосовувався також до договорів між Японією і Кореєю з західними країнами і США. Вперше термін застосовано у 1920-х роках китайськими націоналістами.

## Історія

### Китай
В результаті поразки у 1842 році династії Цін в Першій опіумної війни з військами Великої Британії 5 портів було відкриті для вільної торгівлі з британськими торговцями, Гонконг передано в оренду Великої Британії, а британці, які проживають в них, були звільнені від дії китайських правових норм, що називалося екстериторіальністю.
У 1844 році нерівні договори з Цін уклали Франція і США, 1851 року — перший такий договір уклала Російська імперія, а у 1858 році за цим договором отримало Цінське Примор'я. Згідно з договорами, Велика Британія та США заснували Британський Верховний Суд для Китаю та Японії, а також Суд Сполучених Штатів для Китаю у Шанхаї. У 1895 році було укладено перший нерівний договір імперії Цін з Японією.
Після завершення Першої світової війни в Китаї, що став республікою, стали намагатися переглянути нерівні договори. З 1927 року президент Китаю Чан Кайши розпочав перемовини щодо їх перегляду, але складні стосунки з Японією відклали це питання.
Лише у 1937 році після початку Другої японо-китайської війни уряд Чан Кайши в одностронньому порядку оголосив про розірвання нерівних договорів. У 1943 році США офіційно відмовилися від екстериторіальності. Після Другої світової війни договори були остаточно скасовано, окрім 1858 року — 1969 року КНР вимушена була укласти договір з Радянським Союзом, що підтвердив договір 1859 року. Лише у 1997 році повернуто Гонконг КНР.

### Японія і Рюкю
У 1854 році внаслідок військових та дипломатичних дій американського адмірала Меттью Перрі японський уряд сьогунату Токугава вимушений був укласти перший нерівний договір. За США такі ж самі підписали інші європейські держави. Подібний договір було укладено США з ванством Рюкю. Його скасовано у 1879 році після приєднання Рюкю до Японії.
В результаті економічного зростання Японії в другій половині XIX століття вона змогла відмовитися від нерівних договорів вже до середини 1890-х років.

### Корея
У 1876 році Корея уклала перший нерівний договір з Японією. Після цього було укладено подібні договори з Російською імперією, Великою Британією, Францією, Австро-Угорщиною, Данією, Бельгією, Італією, Німецькою імперією, США.
Договори було фактично скасовано після приєднання Кореї до Японії у 1910 році. З Японією договори скасовано після Другої світової війни.

## Перелік договорів

### Китай
- Нанкінський договір, 1842 рік (з Великою Британією)
- Хуменський договір, 1843 рік (з Великою Британією)
- Вансяський договір, 1844 рік (з США)
- Хуанпуський договір, 1844 рік (з Францією)
- Кантонський договір, 1847 рік (зі Швецією)
- Кульджинський договір, 1851 рік (з Російською імперією)
- Айгунський договір, 1858 рік (з Російською імперією)
- Тяньцзінські договори, 1858 рік (з Великою Британією, Францією, США, Російською імперією)
- Пекінський договір, 1860 рік (з Великою Британією, Францією, Російською імперією)
- Яньтайський договір, 1876 рік (з Великою Британією)
- Санкт-Петербурзький договір, 1881 рік (з Російською імперією)
- Тяньцзінський договір, 1885 рік (з Францією)
- Пекінський договір, 1887 рік (з Португалією)
- Сімоносекський договір, 1895 рік (з Японією)
- Московський договір (або договір Лі-Лобанова), 1896 рік (з Російською імперією)
- Конвенція про розширення території Гонконгу, 1898 рік (з Великою Британією)
- Гуанчжоуваньський договір, 1899 рік (з Францією)
- Заключний протокол, 1901 рік (з Великою Британією, Італією, Францією, Німецькою і Російською імперіями, Австро-Угорщиною, Бельгією, Іспанією, Нідерландами, США, Японією.
- Сімлська конвенція, 1914 рік (з Великою Британією)
- Двадцять одна вимога, 1915 рік (з Японією)
- Тангуське перемир'я, 1933 рік (з Японією)

### Японія
- Канаґавський договір, 1854 рік (з США)
- Англо-японський договір про дружбу, 1854 рік (з Великою Британією)
- Договори Ансей, 1858 рік (з Великою Британією, Францією, США, Нідерландами, Російською імперією)
- Договір Гарріса, 1858 рік (з США)
- Англо-японський договір про дружбу та торгівлю, 1858 рік (з Великою Британією)
- Англо-прусський договір про дружбу, торгівлю та навігацію, 1861 рік (з Пруссією)
- Австро-японський договір про дружбу, торгівлю і навігацію, 1868 рік (з Австро-Угорщиною)
- Іспано-японський договір про дружбу, торгівлі і навігацію, 1868 рік (з Іспанією)

### Рюкю
- Договір про мир і дружбу між Рюкю та США, 1854 рік.

### Корея
- Канхваський договір, 1876 рік (з Японією)
- Американо-корейський договір, 1882 рік (з США)
- Договір Чемульпо, 1882 рік (з Японією)
- Китайсько-корейський договір, 1882 рік (з Цінським Китаєм)
- Німецько-корейський договір, 1883 рік (з Німецькою імперією)
- Британсько-корейський договір, 1883 рік (з Великою Британією)
- Російсько-корейський договір, 1884 рік (з Російською імперією)
- Італо-корейський договір, 1884 рік
- Сеульський договір, 1885 рік (з Японією)
- Франко-корейський договір, 1886 рік
- Австро-корейський договір, 1892 рік
- Бельгійсько-корейський договір, 1901 рік
- Дансько-корейський договір, 1902 рік
- Японо-корейський договір, 1904 рік
- Японо-корейська угода, 1904 рік
- Японо-корейський протокол, 1905 рік
- Японо-корейська угода, 1905 рік
- Японо-корейський договір про протекторат, 1905 рік
- Японо-корейський договір, 1907 рік
- Договір про приєднання Кореї до Японії, 1910 рік